# Grundegenskap
Grundegenskap är i många rollspel en fysisk eller psykisk egenskap hos en person, som anges med ett grundegenskapsvärde. Några ofta förekommande grundegenskaper är styrka, smidighet och intelligens.
Till skillnad från färdigheter är grundegenskapernas värden någorlunda konstanta.